# Paracelsus
Paracelsus, pravim imenom Theophrastus Phillippus Aureolus Bombastus von Hohenheim (Einsiedeln, 11. studenog ili 17. prosinca 1493. – Salzburg, 24. rujna 1541.), švicarski polihistor. Bio je liječnik, astrolog, alkemičar,  znanstvenik, pisac, mistični filozof i okultist.

## Životopis
Godine 1509., u dobi od šesnaest godina, počeo je pohađati sveučilište u Baselu, gdje je studirao medicinu, kirurgiju i alkemiju.
U tajne alkemije inicirao ga je opat Sponheima, Johann von Tritheim.
Bio je kirurg u Strasbourgu, putovao je cijelom Europom te kratko vrijeme bio profesor medicine u Baselu, gdje je javno spalio Avicenin "Canon medicinae", tada najautoritativniji udžbenik za liječnike, a odbacio je i medicinsku tradiciju koju je od 2. stoljeća određivao Galen. Zbog kritičkoga i oštro polemičnog karaktera njegovih djela nazvan je Lutherom medicine.
Pisao je na njemačkom jeziku. Za života je ostavio samo nekoliko spisa, među njima i kirurški traktat "Die grosse Wundartznei".
Preteča je ijatrokemijske terapije, prema kojoj se bolesti objašnjavaju kao poremećaji kemijskog procesa u organizmu i liječe kemijskim sredstvima. U liječenju koristio je živu, bakar, željezo, srebro i sumpor, a upotrebljavao je i biljke i ljekovite izvore.
Njegove tehnike liječenja uključivale su i astrologiju, pa je u svojim djelima izradio sustav astroloških talismana koji su trebali pomagati pri ozdravljenju.
Za njegova života službena medicina i filozofija smatrale su da su mu teze neprihvatljive maštarije koje "krnje ugled liječničkog staleža". Negirajući dogme svoga vremena, piše vlastita opažanja (temeljena na "iskustvu prirode") o profesionalnim bolestima, kugi, sifilisu, etiologiji, neurozama i psihozama.
Njegove medicinske i filozofske tvrdnje pune su mističnih, panteističkih, alkemijskih, novoplatonističkih, kabalističkih i naivno proročanskih elemenata. U znanosti o "arehusu" (živoj sili koja pokreće svijet), o elementima koji tvore kozmos, o kemijskim procesima, o božanskom makrokozmosu, o promatranju organizma kao nevidljive cjeline, Paracelzusova medicina i filozofija, uza sva protuslovlja i apsurde, upućuje na novo pristupanje čovjeku i znanosti, koje je karakteristično za buntovne renesansne mislioce njegova doba.